# Męcinka (Jedlicze)
Męcinka – część miasta Jedlicze, do 1958 samodzielna wieś. Leży na północny zachód od centrum miasta, w okolicy ulic Kurkowskiego i Betleja.

## Historia
Dawniej wieś i gmina jednostkowa w powiecie krośnieńskim, za II RP w woј. lwowskim. W 1934 w nowo utworzonej zbiorowej gminie Jedlicze, gdzie utworzyła gromadę.
Podczas II wojny światowej w gminie Jedlicze w powiecie Krosno w dystrykcie krakowskim (Generalne Gubernatorstwo). Liczyła wtedy 714 mieszkańców.
Po wojnie znów w gminie Jedlicze w powiecie krośnieńskim, w nowo utworzonym województwie rzeszowskim. Jesienią 1954 zniesiono gminy tworząc gromady. Męcinka weszła w skład nowo utworzonej gromady Jedlicze.
1 stycznia 1959 z gromady Jedlicze wyłączono miejscowości Jedlicze, Borek i Męcinka, tworząc z nich osiedle Jedlicze w tymże powiecie, przez co Męcinka stała się integralną częścią osiedla Jedlicza, a po nadaniu Jedliczu praw miejskich 1 stycznia 1967 – częścią miasta.